# 阿伯丁 (南达科他州)
阿伯丁（英語：Aberdeen）是美国南达科他州布朗郡的一座城市。根据美国2000年人口普查，共有人口24,658人。